# Hypocolius ampelinus

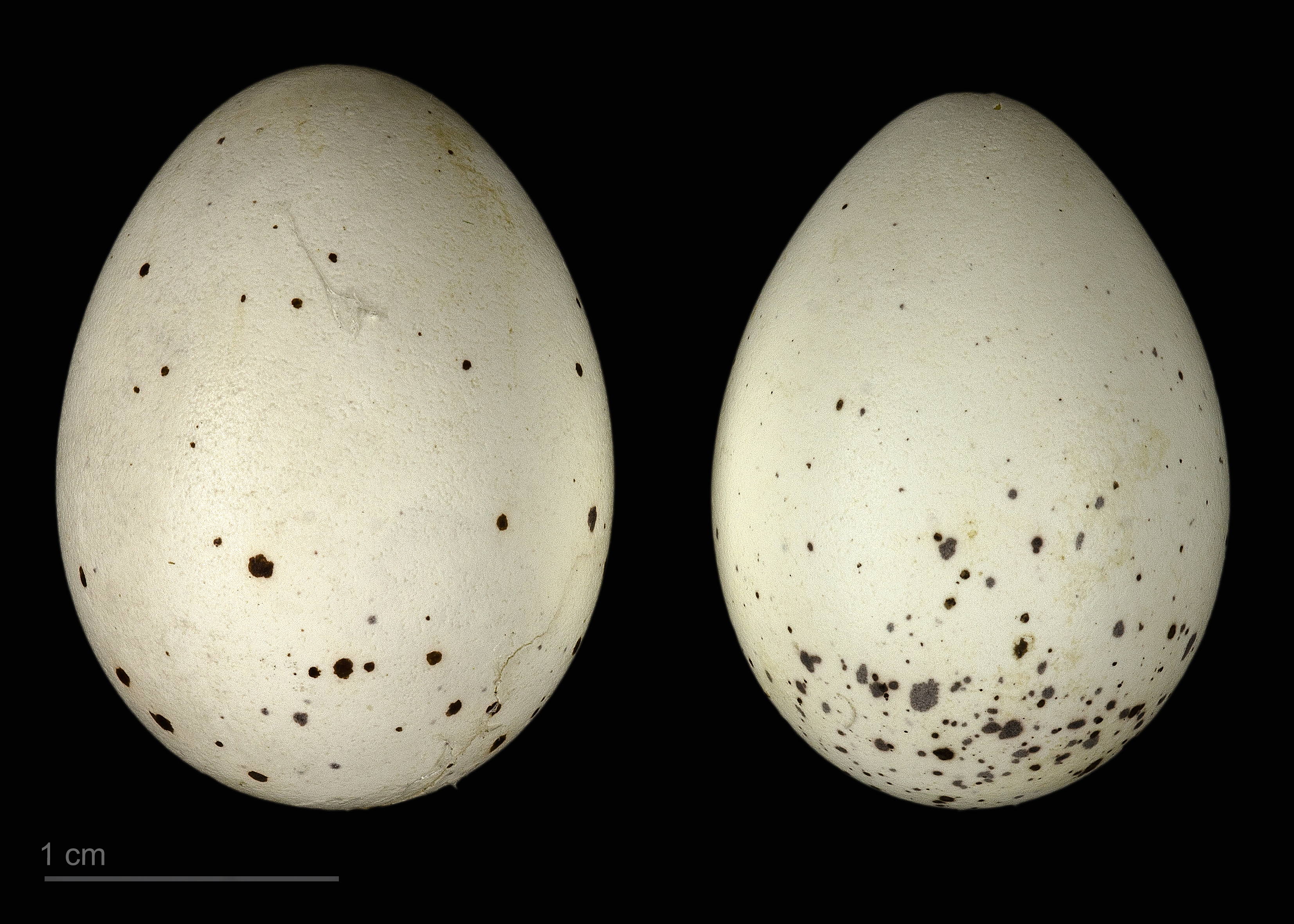
Hypocolius ampelinus

Hypocolius ampelinus là một loài chim duy nhất trong họ Hypocoliidae.